# Muzeum Okręgowe w Rzeszowie
Muzeum Okręgowe w Rzeszowie – regionalne muzeum z siedzibą w Rzeszowie.

## Historia
Muzeum zostało założone w 1935. Gromadzi ponad 240 000 eksponatów. W muzeum wydzielono oddział etnograficzny. Poza głównym oddziałem usytuowanym w gmachu przy ul. 3 Maja, częściami muzeum są placówki pod nazwami Muzeum Etnograficzne oraz Muzeum Historii Miasta, której główną atrakcją jest Podziemna Trasa Turystyczna pod rynkiem oraz stała wystawa obejmująca eksponaty od XIV w. do czasów II wojny światowej. Dodatkowym oddziałem jest także Muzeum Biograficzne Juliana Przybosia w Gwoźnicy Dolnej.
Gmach główny muzeum to dawny budynek klasztorny konwentu Pijarów (1655-1784) wzniesiony w latach 1644-1649 przez Jana Cangera. Rozbudowany i przebudowany w latach 1695-1708 według projektu Tylmana z Gameren. Fasada późnobarokowa. Po kasacji zakonu budynek przeznaczono na cele świeckie. Od 1954 roku siedziba muzeum. Mieszczą się działy: Archeologii, Sztuki, Historii oraz Biblioteka, Administracja i Pracownia Konserwacji Dzieł Sztuki. Do najcenniejszych zbiorów muzeum należy tzw. „Galeria rodziny Dąbskich”, która została podarowana miastu, mimo to o obrazy upomniało się Ossolineum. W 2015 roku rzeszowski kolekcjoner Jan Partyka przekazał muzeum swoją kolekcję militariów. Ekspozycja stała pod tytułem „Żołnierz polski 1914 – 1945. Kolekcja Jana Partyki” opowiada o kolejnych etapach walki o niepodległość. Pośród eksponatów można odnaleźć szeroki zakres pamiątek takich jak: odznaczenia, odznaki pamiątkowe, emblematy, imienne pamiątki żołnierzy walczących o niepodległość, jak również wyposażenie, broń, mundury danego okresu.
Muzeum zostało odznaczone odznaką honorową „Zasłużony dla Województwa Podkarpackiego”.
W holu wejściowym budynku muzeum zostały ustanowione tablice honorujące darczyńców na rzecz placówki: Franciszka Moskwę (2007) i Jana Partykę (2015).

## Literatura
- Lech Brusiewicz, Tomasz F. de Rosset, Uwagi o tzw. Galerii Dąmbskich w Muzeum Okręgowym w Rzeszowie [w:] Acta Universitatis Nicolai Copernici. Zabytkoznawstwo i Konserwatorstwo, 1998, z. 29, s. 89-116